# Чистое Озеро (Новосибирская область)
Чистое Озеро — посёлок в Венгеровском районе Новосибирской области России. Входит в Туруновский сельсовет.

## География
Расположено в лесистой местности, на обоих берегах Камы (приток Оми) в 8,5 км к востоку от Туруновки, в 27 км от Венгерово и в 70 км к северо-западу от Куйбышева. Площадь посёлка — 37 гектаров.
На севере вблизи села находится озеро Чистое.
Имеется подъездная дорога от автодороги Туруновка — Усть-Ламенка. Правобережная и левобережная части села соединены мостом.

## История
В 1976 г. Указом президиума ВС РСФСР посёлок фермы № 4 совхоза «Усть-Ламенский» переименован в Чистое Озеро.

## Население
| 2002 | 2007 | 2010 |
| ---- | ---- | ---- |
| 180  | ↘156 | ↘123 |

## Инфраструктура
В посёлке по данным на 2007 год функционируют 1 учреждение здравоохранения, 1 образовательное учреждение.